# Concertante Beweging (Poot)
Concertante Beweging is een compositie voor harmonieorkest of fanfare van de Belgische componist en lid van de componisten groep De Synthetisten Marcel Poot uit 1975.